# Brian McGuire
Brian McGuire, född 13 december 1945 i Melbourne, död 29 augusti 1977, var en australisk racerförare.

## Racingkarriär
McGuire försökte förkvalificera sig till ett formel 1-lopp 1977 men lyckades inte. Han ställde upp i eget namn med en McGuire BM1, som var en bil baserad på en Iso Marlboro FW01. McGuire omkom under träning med sin bil på Brands Hatch någon månad senare.

## F1-karriär
| Säsong | Stall/Tillverkare | Poäng | Placering |
| ------ | ----------------- | ----- | --------- |
| 1977   | McGuire-Ford      | 0     | –         |